# Eleição municipal de Petrópolis em 2016
A eleição municipal da cidade brasileira de Petrópolis em 2016 ocorreu no dia 2 de outubro de 2016, como parte do conjunto de eleições municipais no Brasil que ocorreram no mesmo ano. Na ocasião, foram eleitos um prefeito, vice-prefeito e 15 vereadores para a Câmara Municipal da cidade.
A campanha eleitoral contou com a participação de 5 candidatos a prefeito. O prefeito em exercício, Rubens Bomtempo, do PSB, concorreu a reeleição. O primeiro turno foi realizado em 2 de outubro de 2016. Como nenhum candidato recebeu a maioria dos votos no primeiro turno, os dois primeiros colocados, Bernardo Rossi, candidato pelo PMDB, e Rubens Bomtempo, candidato pelo PSB, avançaram para o segundo turno. Em 30 de outubro de 2016, Rossi venceu a disputa em segundo turno, sendo eleito com 79.296 votos (52,65% dos votos válidos), ante Rubens Bomtempo, que obteve 71.320 votos (47,35%).
Na Câmara dos Vereadores, 228 candidatos concorreram ao pleito e 15 foram eleitos. Dentre os vereadores eleitos, 8 foram reeleitos. Os partidos que conquistaram o maior número de assentos foram PMDB e PSB, com 3 assentos cada. Gilda Beatriz foi a candidata mais votada, recebendo 5.613 votos (3,79% dos votos válidos). Os candidatos eleitos tomaram posse na Prefeitura de Petrópolis em 1 de janeiro de 2017 para exercerem um mandato de quatro anos.

## Candidaturas para a prefeitura
| Nº      | Prefeito  | Prefeito            | Prefeito | Prefeito | Vice-prefeito | Vice-prefeito | Vice-prefeito      | Vice-prefeito | Vice-prefeito                                     | Coligação                                                                                         |
| Nº      | Candidato | Candidato           | Partido  | Cargos relevantes | Candidato(a)  | Candidato(a)  | Candidato(a)       | Partido       | Cargos relevantes                                 | Coligação                                                                                         |
| ------- | --------- | ------------------- | -------- | --- | ------------- | ------------- | ------------------ | ------------- | ------------------------------------------------- | ------------------------------------------------------------------------------------------------- |
| 13      |           | Yuri                | PT       | - Locutor e Comentarista de Rádio e Televisão e Radialista                                                                                        |               |               | Antoun             | PT            | - Servidor Público Municipal                      | Sem coligação                                                                                     |
| 15      |           | Bernardo Rossi      | PMDB     | - Vereador de Petrópolis (2005–2011) - Deputado estadual pelo Rio de Janeiro (2011–2015); - Secretário de Habitação do Rio de Janeiro (2015–2017) |               |               | Baninho            | PMDB          | - Corretor de Imóveis, Seguros, Títulos e Valores | Petrópolis no Coração PMDB PSL PSDC PV PMB PRP PTC PHS PP PSC PRTB DEM PDT PTB PROS Patriota PSDB |
| 23      |           | Serginho de Corrêas | PPS      | - Empresário |               |               | Gastão Reis        | PPS           | - Empresário                                      | Sem coligação                                                                                     |
| 40      |           | Rubens Bomtempo     | PSB      | - Prefeito de Petrópolis (2001–2007; 2013–2017)                                                                                                   |               |               | Thiago Damaceno    | REDE          | - Vereador de Petrópolis (2012–2016)              | Unidos Por Petrópolis – O Trabalho Tem que Continuar PSB REDE PCdoB PR SD PSD PTN PTdoB PRB       |
| 50      |           | Vinicius Mayo       | PSOL     | - Professor de Ensino Médio |               |               | Sylvio Costa Filho | PSOL          | - Professor de Ensino Médio                       | Sem coligação                                                                                     |
| Fontes: |           |                     |          | |               |               |                    |               |                                                   |                                                                                                   |

## Candidatos à vereança
| Coligação                                         | Partido | Partido | Candidaturas |
| ------------------------------------------------- | ------- | ------- | ------------ |
| Frente Popular (23 candidatos)                    |         | PTN     | 8            |
| Frente Popular (23 candidatos)                    |         | PSD     | 6            |
| Frente Popular (23 candidatos)                    |         | PRB     | 6            |
| Frente Popular (23 candidatos)                    |         | PCdoB   | 3            |
| Petrópolis no Caminho Certo (23 candidatos)       |         | PSB     | 18           |
| Petrópolis no Caminho Certo (23 candidatos)       |         | REDE    | 5            |
| Petrópolis Para Frente (23 candidatos)            |         | PP      | 13           |
| Petrópolis Para Frente (23 candidatos)            |         | PDT     | 7            |
| Petrópolis Para Frente (23 candidatos)            |         | PSC     | 3            |
| Trabalho, Competência e Cidadania (23 candidatos) |         | PMDB    | 22           |
| Trabalho, Competência e Cidadania (23 candidatos) |         | PRTB    | 1            |
| Unidos Por Petrópolis (23 candidatos)             |         | PTB     | 16           |
| Unidos Por Petrópolis (23 candidatos)             |         | PHS     | 7            |
| União Renovadora (23 candidatos)                  |         | PRP     | 15           |
| União Renovadora (23 candidatos)                  |         | PV      | 8            |
| Juventude e Competência (22 candidatos)           |         | PSDC    | 10           |
| Juventude e Competência (22 candidatos)           |         | PSDB    | 7            |
| Juventude e Competência (22 candidatos)           |         | PSL     | 3            |
| Juventude e Competência (22 candidatos)           |         | PEN     | 1            |
| Juventude e Competência (22 candidatos)           |         | PROS    | 1            |
| Solidariedade Republicana (21 candidatos)         |         | PR      | 11           |
| Solidariedade Republicana (21 candidatos)         |         | SD      | 9            |
| Solidariedade Republicana (21 candidatos)         |         | PTdoB   | 1            |
| Sem coligação                                     |         | DEM     | 23           |
| Sem coligação                                     |         | PT      | 11           |
| Sem coligação                                     |         | PPS     | 10           |
| Sem coligação                                     |         | PSOL    | 3            |
| Fontes:                                           |         |         |              |

## Resultados da eleição

### Prefeito
| Candidato a prefeito     | Candidato a prefeito      | Candidato a vice-prefeito | Primeiro turno 02 de outubro de 2016 | Primeiro turno 02 de outubro de 2016 | Segundo turno 30 de outubro de 2016 | Segundo turno 30 de outubro de 2016 |
| Candidato a prefeito     | Candidato a prefeito      | Candidato a vice-prefeito | Total                                | Percentagem                          | Total                               | Percentagem                         |
| ------------------------ | ------------------------- | ------------------------- | ------------------------------------ | ------------------------------------ | ----------------------------------- | ----------------------------------- |
|                          | Bernardo Rossi (PMDB)     | Baninho (PMDB)            | 68.420                               | 45,55%                               | 79.296                              | 52,65%                              |
|                          | Rubens Bomtempo (PSB)     | Thiago Damaceno (REDE)    | 63.402                               | 42,21%                               | 71.320                              | 47,35%                              |
|                          | Yuri Moura (PT)           | Antoun (PT)               | 8.618                                | 5,74%                                | Não participou                      | Não participou                      |
|                          | Vinicius Mayo (PSOL)      | Sylvio Costa Filho (PSOL) | 6.036                                | 4,02%                                | Não participou                      | Não participou                      |
|                          | Serginho de Corrêas (PPS) | Gastão Reis (PPS)         | 3.731                                | 2,48%                                | Não participou                      | Não participou                      |
| Total de votos válidos   | Total de votos válidos    | Total de votos válidos    | 150.207                              | 150.207                              | 150.616                             | 150.616                             |
| Votos apurados           |                           |                           |                                      |                                      |                                     |                                     |
| Votos válidos            | Votos válidos             | Votos válidos             | 150.207                              | 80,51%                               | 150.616                             | 84,44%                              |
| Votos em branco          | Votos em branco           | Votos em branco           | 10.480                               | 5,62%                                | 6.356                               | 3,56%                               |
| Votos nulos              | Votos nulos               | Votos nulos               | 25.888                               | 13,88%                               | 21.401                              | 12%                                 |
| Total de votos apurados  | Total de votos apurados   | Total de votos apurados   | 186.575                              | 186.575                              | 178.373                             | 178.373                             |
| Eleitores                |                           |                           |                                      |                                      |                                     |                                     |
| Comparecimentos          | Comparecimentos           | Comparecimentos           | 186.575                              | 76,26%                               | 178.373                             | 72,91%                              |
| Abstenções               | Abstenções                | Abstenções                | 58.073                               | 23,74%                               | 66.275                              | 27,09%                              |
| Total de eleitores aptos | Total de eleitores aptos  | Total de eleitores aptos  | 244.648                              | 244.648                              | 244.648                             | 244.648                             |
| Total de seções: 731     |                           |                           |                                      |                                      |                                     |                                     |
| Fontes:                  |                           |                           |                                      |                                      |                                     |                                     |

### Composição da Câmara Municipal
|                          |                          |                 |                 |          |         |
| Nº                       | Partido                  | Votos populares | Votos populares | Assentos | ±       |
| Nº                       | Partido                  | Votos           | %               | Assentos | ±       |
| 15                       | PMDB                     | 28.249          | 17,66%          | 3        | Estável |
| 40                       | PSB                      | 26.198          | 16,38%          | 3        | 1       |
| 14                       | PTB                      | 16.185          | 10,12%          | 2        | Estável |
| 11                       | PP                       | 9.988           | 6,24%           | 2        | 1       |
| 22                       | PR                       | 9.806           | 6,13%           | 2        | 1       |
| 44                       | PRP                      | 10.892          | 6,81%           | 1        | 1       |
| 51                       | PEN                      | 3.256           | 2,04%           | 1        | 1       |
| 10                       | PRB                      | 2.853           | 1,78%           | 1        | 1       |
| 77                       | SD                       | 7.415           | 4,64%           | 0        | -       |
| 27                       | PSDC                     | 5.574           | 3,48%           | 0        | -       |
| 55                       | PSD                      | 4.721           | 2,95%           | 0        | -       |
| 12                       | PDT                      | 4.215           | 2,63%           | 0        | -       |
| 45                       | PSDB                     | 4.103           | 2,56%           | 0        | -       |
| 25                       | DEM                      | 3.481           | 2,18%           | 0        | -       |
| 20                       | PSC                      | 3.194           | 2%              | 0        | 1       |
| 65                       | PCdoB                    | 3.024           | 1,89%           | 0        | -       |
| 43                       | PV                       | 2.756           | 1,72%           | 0        | -       |
| 18                       | REDE                     | 2.537           | 1,59%           | 0        | -       |
| 23                       | PPS                      | 2.234           | 1,4%            | 0        | 1       |
| 50                       | PSOL                     | 2.223           | 1,39%           | 0        | -       |
| 13                       | PT                       | 1.974           | 1,23%           | 0        | 2       |
| 31                       | PHS                      | 1.778           | 1,11%           | 0        | -       |
| 19                       | PTN                      | 1.763           | 1,1%            | 0        | -       |
| 17                       | PSL                      | 929             | 0,58%           | 0        | -       |
| 70                       | PTdoB                    | 308             | 0,19%           | 0        | -       |
| 90                       | PROS                     | 234             | 0,15%           | 0        | -       |
| 28                       | PRTB                     | 83              | 0,05%           | 0        | -       |
| Total de votos válidos   | Total de votos válidos   | 159.973         | 159.973         | 15       | 15      |
| Votos apurados           |                          |                 |                 | 15       | 15      |
| Total de votos válidos   | Total de votos válidos   | 159.973         | 85,74%          | 15       | 15      |
| Votos em branco          | Votos em branco          | 9.460           | 5,07%           | 15       | 15      |
| Votos nulos              | Votos nulos              | 17.142          | 9,19%           | 15       | 15      |
| Total de votos apurados  | Total de votos apurados  | 186.575         | 186.575         | 15       | 15      |
| Eleitores                |                          |                 |                 | 15       | 15      |
| Comparecimentos          | Comparecimentos          | 186.575         | 76,26%          | 15       | 15      |
| Abstenções               | Abstenções               | 58.073          | 23,74%          | 15       | 15      |
| Total de eleitores aptos | Total de eleitores aptos | 244.648         | 244.648         | 15       | 15      |
| Fontes:                  |                          |                 |                 |          |         |

### Vereadores eleitos
| Candidato(a) | Candidato(a)           | Partido | Votos | Votos       | Cidade de origem | Unidade federativa/País |
| Candidato(a) | Candidato(a)           | Partido | Total | Percentagem | Cidade de origem | Unidade federativa/País |
| ------------ | ---------------------- | ------- | ----- | ----------- | ---------------- | ----------------------- |
|              | Gilda Beatriz          | PMDB    | 5.613 | 3,79%       | Petrópolis       | Rio de Janeiro          |
|              | Paulo Igor             | PMDB    | 5.472 | 3,7%        | Petrópolis       | Rio de Janeiro          |
|              | Marcelo Prodeficiente  | PSB     | 4.768 | 3,22%       | Petrópolis       | Rio de Janeiro          |
|              | Ronaldão               | PR      | 4.027 | 2,72%       | Petrópolis       | Rio de Janeiro          |
|              | Maurinho Branco        | PP      | 3.370 | 2,28%       | Petrópolis       | Rio de Janeiro          |
|              | Dudu                   | PEN     | 3.192 | 2,16%       | Petrópolis       | Rio de Janeiro          |
|              | Luizinho Sorriso       | PSB     | 3.141 | 2,12%       | Petrópolis       | Rio de Janeiro          |
|              | Wanderley Taboada      | PTB     | 3.121 | 2,11%       | Petrópolis       | Rio de Janeiro          |
|              | Relojão                | PRP     | 3.074 | 2,08%       | Petrópolis       | Rio de Janeiro          |
|              | Silmar Fortes Da Saúde | PMDB    | 2.891 | 1,95%       | Petrópolis       | Rio de Janeiro          |
|              | Prof. Leandro Azevedo  | PSB     | 2.673 | 1,81%       | Petrópolis       | Rio de Janeiro          |
|              | Roni Medeiros          | PTB     | 2.635 | 1,78%       | Petrópolis       | Rio de Janeiro          |
|              | Meirelles              | PP      | 2.578 | 1,74%       | Duque de Caxias  | Rio de Janeiro          |
|              | Marcio Arruda          | PR      | 1.737 | 1,17%       | Petrópolis       | Rio de Janeiro          |
|              | Antonio Brito          | PRB     | 1.610 | 1,09%       | Itabaiana        | Paraíba                 |
| Fontes:      |                        |         |       |             |                  |                         |